# Feuer im Herbst
Feuer im Herbst, französisch Les feux de l’automne, ist der letzte, 1941/1942 vollendete und posthum 1948 zum ersten Mal erschienene Roman von Irène Némirovsky. Er wurde 1957 und 2005 wiederaufgelegt (Taschenbuchausgabe 2007). Die von Eva Moldenhauer übersetzte deutsche Ausgabe erschien 2008.
 Die Romanhandlung umfasst den Zeitraum zwischen 1912 und 1941 mit dem Ersten Weltkrieg, der Zwischenkriegszeit und dem Beginn des Zweiten Weltkriegs als Hintergrund für die Geschichte von Thérèse und Bernard Jacquelain, die beide 1897 geboren sind und nach dem Krieg ein Paar werden.

## Inhalt
Der Roman ist in der von Némirovsky bevorzugten und zum modernen Stilmittel gewordenen erlebten Rede geschrieben, so dass die Autorin aus der Perspektive der jeweils in den Mittelpunkt gestellten Personen das sich um die Protagonisten Thérèse und Bernard herum entwickelnde Handlungsgeflecht ohne das Einschalten eines Erzählers unvermittelt entwerfen kann. Anders als im vorausgehenden Roman Die Hunde und die Wölfe, der in etwa die gleiche Zeitspanne umfasst, teilweise an denselben Orten spielt und mit seinen 33 Kapiteln nur indirekt eine ungleichmäßige Dreiteilung erkennen lässt, ist Feuer im Herbst deutlich in drei annähernd gleich lange Teile mit je zehn Kapiteln gegliedert.

### Erster Teil: 1912 bis 1918
Im Laufe eines Frühlingssonntags in Paris treffen alle Personen zusammen, die die Handlung tragen werden. Das geschieht im Osten von Paris, im 12. Arrondissement in der unweit der Gare de Lyon gelegenen Wohnung der kleinbürgerlichen Familie Brun, wo zunächst gegessen wird. Zur Familie Brun mit dem verwitweten Vater Adolphe, seiner 15-jährigen Tochter Thérèse und deren aus Nizza stammenden Großmutter mütterlicherseits, Madame Pain, haben sich ein Verwandter und Bekannte gesellt: der 27-jährige Vetter von Thérèse, Martial Brun (Medizinstudent), die Jacquelains mit ihrem 15-jährigen Sohn Bernard, der dem Ehrgeiz des Vaters folgend einmal die École polytechnique besuchen und zur Elite aufsteigen soll, und ein Studienfreund von Martial, der Jurastudent Raymond Détang. Am Nachmittag schließt sich ihnen zum Spaziergang zur Avenue des Champs-Élysées und ins westlich-vornehme an den Bois de Boulogne grenzende 16. Arrondissement noch die 15-jährige Renée Humbert mit ihrer verwitweten Mutter an, die von Beruf Modistin ist. Dort lassen sie sich bis zum Abend in der „friedlichen Menschenmenge der Sonntage“ vor allem vom Schauspiel der in Equipagen vorbeifahrenden Berühmtheiten unterhalten. Es sind die Erwachsenen, die den Ton angeben und alles in geregelten Bahnen laufen lassen. Über allem breitet sich immer wieder leichter Staub aus, der nach Blüten, Parfum und Zucker duften, aber auch nach Pferdemist stinken, zwischen den Zähnen knirschen oder die Kastanienblüten zerfressen kann (S. 10, 19, 20, 21).
Zwei Jahre später, 1914, bereitet sich Martial darauf vor, seine erste Praxis als Otorhinolaringologe einzurichten und sich zufrieden seinen in allen Phasen vorgezeichneten Lebensweg vorzustellen. Am Nationalfeiertag, dem 14. Juli, macht er Thérèse einen Heiratsantrag, den sie akzeptiert. Beide, die wie alle anderen „Sie“ zueinander sagen, sehen sich fortan als Verlobte. Dabei kursieren die ersten beunruhigenden Nachrichten von einem bevorstehenden, aber von der älteren Generation nicht für möglich gehaltenen Krieg. Bernard ist angesteckt und fiebrig, kann es nicht erwarten, 18 Jahre alt zu werden, sich freiwillig zu melden und in den Krieg zu ziehen, auf den sich auch Martial einstellt.

Anfang 1915 nimmt er für vierundzwanzig Stunden Urlaub vom Verbandplatz an der Front, um zu heiraten. Der Anblick von Verwundungen, Verstümmelungen und Sterben hat ihn bereits gezeichnet: In seinem Bart zeigen sich erste weiße Fäden (S. 51). Auch Raymond wird verwundet und bekommt Genesungsurlaub. Bernard, noch nicht im Einsatz, nimmt wahr, wie die Welt der Soldaten sich von der zivilen und ihren Bevormundungen gelöst hat und ihre Wirklichkeiten auseinanderdriften. Während Madame Humbert ein patriotisches Hutmodell entwirft – „sehr forsch, schmissig, todschick“ (S. 50) – und die Vergnügungen der Hauptstadt „die Flamme der Begeisterung“ schüren sollen, sieht er in den Gesichtern von Martial und Raymond sein Schicksal vorgezeichnet, das ihn auch mit erschauernder Heldenhaftigkeit sich den eigenen Tod ausmalen lässt, so dass er in einer sentimentalen Anwandlung die Nähe von Thérèse sucht (S. 43). Renée fühlt sich zu Raymond hingezogen, der sie mit seiner südländischen Art, seine Mitmenschen zu unterhalten, von seiner erfolgreichen Zukunft, die er als Politiker gestalten möchte, überzeugt.
Martial, in pausenlosem Einsatz auf den im Chaos der Stellungskämpfe versinkenden apokalyptischen Schlachtfeldern des französischsprachigen Flanderns, wird von einer Bombe zerfetzt, als er einen Schwerstverwundeten ins Trockene tragen möchte. Im Frühling 1918 ist auch Bernard gezeichnet: „Er war gealtert, ohne Zeit zum Reifen gehabt zu haben; er ähnelte einem Frühobst, bei dem man nur auf hartes, bitteres Fleisch beißt. Vier Jahre! Er war müde“ (S. 65). Die maschinell gewordene Kriegshölle hat ihn zum „Wilden, zum Tier degradiert“ (S. 67). Aus dem Krieg von 1914 ist ein „Serienmassaker, Fließbandarbeit“ geworden (S. 72). In den Gesichtern der Kämpfenden hält sich „eine Art Grinsen vor Müdigkeit, das diesen jungen Gesichtern das Aussehen des Todes verlieh“ (S. 67). Die zivile Welt der Angehörigen ist längst in Mitleidenschaft gezogen und sehnt ohne große Zuversicht das Kriegsende herbei. Thérèse und Renée, inzwischen mit Raymond verheiratet, der sich vom Krieg befreit hat, arbeiten als Krankenschwestern im Lazarett. Dabei führt Renée mit Raymond ein Leben, das sich in das der Schieber, Politiker und Kriegsgewinnler einfügt, so dass „Helden, der Ruhm … sein Blut für das Vaterland geben…“ auch zu ihren Schwindelformeln in der Zivilwelt geworden sind. Bernard aber ist „seelisch eine Wunde beigebracht worden, die nichts mehr würde heilen können“ (S. 66). Er verachtet jetzt Raymond als „Drückeberger“. Seine Eltern erschrecken vor ihm, als er zu einem kurzen Genesungsurlaub bei ihnen auftaucht. Sein Vater vermisst den ihm geschuldeten Respekt, und seine Mutter wünscht sich, dass er das nächste Mal aus dem Krieg nicht wiederkehre; denn in seiner „herben, lähmenden Skepsis“ und dem Wunsch, auf alles zu pfeifen, es sich dabei aber unter Verzicht auf Diplome und die vom Vater vor dem Krieg entworfene Karrierebahn gut gehen zu lassen, erkennt sie ihren Sohn nicht mehr (S. 92 f.). Thérèse hingegen, ähnlich erschrocken, nämlich vom Zusammenbrechen der kleinbürgerlichen Moral und der sich auch unter den Genesenden und den Krankenschwestern ausbreitenden Zügellosigkeit, wird von Renée verspottet. Denn sie träumt vertrauensvoll von der Liebe und der Zukunft als ihrer Wahrheit und hat entschieden, sich das nicht vom Katastrophischen der Welt streitig machen zu lassen (S. 102).

### Zweiter Teil: 1920 bis 1936
Kurzfristig von der Gründung des Völkerbundes im November 1920 in Genf aus dem Takt gebracht, fragen sich Renée und Raymond, wie sie sich in der Pariser Gesellschaft auf ein erfolgreiches Leben einrichten können, ob mit den hehren Worten von „Recht“, „Vernunft“, „Weltfrieden“, Frankreich als „Fackel der Menschheit“ oder einfach durch schnellen Gelderwerb. Sie bemerken, dass es am leichtesten ist, sich auf beides einzulassen, ohne indessen zynisch zu werden (S. 106). Denn die Nachkriegswelt ist für sie zum Jahrmarkt geworden, den jeder betreten kann, vor allem die skrupellosen Neureichen. Raymond knüpft Bande in die Vereinigten Staaten, spielt an der Börse, pflegt Beziehungen zu politischen Persönlichkeiten und plant seine Wahl als Abgeordneter. Dabei wird ihm klar, dass er sich als Politiker mit seinen Geschäftsbeziehungen bedeckt halten muss. Renées Mund zeigt bereits „bittere kleine Falten“, sie hat sich dabei äußerlich in den „weiblichen Typ der Nachkriegszeit“ verwandelt: dünner geworden, mit langen harten Muskeln wirkt sie größer als zuvor. „Ihre mit glatter, goldfarbener Schminke bedeckte Haut war dunkel und ihr helles Haar wie das eines Knaben frisiert.“ (S. 108).
Die Gesellschaft amerikanisiert sich. Die Kleinhändler erwerben Häuser auf dem Lande, wo sie ihr vikend (S. 108) verbringen. Jazz, von „Negern“ in roten Jacken gespielt, gehört zum Ambiente der Salons. Bernards Mutter aber verarmt nach dem Tod ihres Mannes, so dass sich Bernard um eine Rente für sie bemüht. Das führt ihn zu den Détangs, weil er die Beziehungen Raymonds für seine Mutter nutzen möchte. Renée möchte ihn, ohne ihn zunächst wiederzuerkennen, in der von ihr für ihre Empfänge zusammengestellten Gigologruppe unterbringen. „Vier Jahre Gemetzel und zum Schluss, wie am Ende eines dunklen Tunnels voller Blut, dieser Salon voller Lichter, voller Frauen, die alle zu haben waren, diese leichte, berauschende Atmosphäre. Ah, Donnerwetter, er hatte es schon während seines letzten Urlaubs vor dem Waffenstillstand gut begriffen, diejenigen, die etwas ernst nahmen, waren nichts anderes als … Geprellte. Nichts, was man tat, nichts, was man sagte, nichts, was man dachte, hatte Bedeutung. Es war nur eine Art eitles Geplapper, wie das von Narren und Kindern.“ (S. 112). Als Renée weiß, wer Bernard ist und was er bei ihnen will, verwendet sie sich für ihn bei Raymond – „so wenig wie möglich tun und soviel wie möglich verdienen“ (S. 115) – und wird gleichzeitig seine Geliebte. Raymond, als Politiker im Grunde durch und durch Businessman, braucht ihn zwar nicht als Gigolo, aber als „Strohmann“ (S. 132) zur Abwicklung seiner Geschäfte mit dem bewunderten Amerika: „Wir produzieren nicht genug. Das haben die Amerikaner begriffen. Welch ein Volk!“ (S. 129)
Thérèse lebt mit ihrer Großmutter nach dem Tode ihres Vaters weiter in der alten Wohnung, ohne viel vom Leben Bernards, der mit seiner inzwischen auch verwitweten Mutter ein paar Stockwerke unter ihnen lebt, mitzubekommen. Sie fühlt sich allein, ist ebenfalls verarmt, weil die einstmals von ihrem Vater für ihre Aussteuer vielversprechenden russischen Wertpapiere wegen der Ereignisse in Russland allen Wert verloren haben. [Dafür sind ruinierte Russen nach Paris geschwemmt worden und tragen mit ihren verschiedenen Tätigkeiten zu den Provisionen der Détangs bei (S. 114).] Thérèse, die sich um den kleinen Haushalt kümmert und mit mühseligen Näharbeiten ihre Witweneinkünfte aufbessert, erfährt manchmal etwas von Madame Jacquelain über das Leben der Reichen, wenn sie über ihren Sohn und das, was sie von seinen lukrativen Geschäften mitbekommt, spricht und stolz zu werden beginnt. Er werde bald ein eigenes Auto haben.

Bernard verachtet zunehmend die kleinbürgerliche Welt, in der er ebenfalls all das Falsche, aber auf niedrigerem Niveau wahrnimmt: die falsche Täfelung im Wohnzimmer, die künstlichen Blumen, die Fotos von Söhnen und Ehemännern als Soldaten in den ersten Kriegsmonaten auf den Kommoden (S. 119). Aber im Vergleich zu Renée, die es ihm so leicht macht, beeindruckt ihn Thérèse, die sich zu ihm hingezogen fühlt, aber sich nicht von ihm zur Mätresse machen lassen möchte. Bernard verwirrt sie, besonders als er sie einmal im Dunkel eines Kinos auf den Mund küsst. Ihre Reaktion findet er altmodisch von ‚vor dem Krieg‘, arme Kleine! (S. 123) Thérèsens Großmutter wäre es recht, wenn sie sich mit Bernard verlobte. Sie kann sich in Erinnerung an ihren Mann ein lockereres Leben vorstellen und wünschte es sich für die einsame junge Witwe, die nie richtig verheiratet war. Aber Bernard reist zum Geschäftemachen für Monate nach Amerika. Thérèse fühlt sich in ihrer Distanz bestätigt, denn Bernard respektiere nichts, „weder die Frauen noch die Liebe, noch die Ideen, für die man gekämpft hatte“ (S. 140).
Bernard bringt es in den „goldenen Jahren von 1920 bis 1921“ zu einem kleinen Vermögen, kauft ein Auto und mietet im vornehmen westlichen Viertel eine Garçonnière mit „Negermasken“, grün gekacheltem Bad, chinesischem Boy und Siamkatze. Thérèse muss sich eingestehen, dass sie ihn über alles Trennende hinweg liebt, obwohl sie ihn nicht achtet, wie sie Martial geachtet hat (S. 143). Er lädt seine Mutter zusammen mit Thérèse ein, vergisst aber seine Gäste und erscheint nicht, so dass die beiden Frauen sich allein von seiner vornehmen Wohnung beeindrucken lassen und zu vorgerückter Stunde wieder nach Hause fahren. Thérèse verbringt eine schlaflose Nacht, spürt, wie sie Gefallen an Wörtern wie „Sinnenfreude“ und „Lust“ findet, schleicht sich aus dem Haus und begibt sich im Morgengrauen in einem Taxi zu Bernards Junggesellenwohnung, wo, nachdem sie den Schlüssel unter der Matte gefunden hat, niemand ist. Sie wartet in einem Café gegenüber, bis Bernard gegen Mittag übernächtig und verzweifelt auftaucht. Renée betrügt ihn mit einem reichen alten Mann. Bernard zeigt Ekel gegenüber der Welt, auf die er sich eingelassen hat. Mit all ihren Skrupeln beschließt Thérèse, die sich jetzt zu ihrer Liebe offen bekennt, sich mit Bernard auf ein gemeinsames Leben als treue Ehefrau mit eigenem Heim einlassen zu wollen. Sie trennen sich als Verlobte.
Aber die Ehe, der Sohn und sein neues Leben als Bankangestellter mit überblickbaren unspektakulären Beförderungsaussichten versetzen Bernard in Langeweile, so dass ihn schließlich die Sehnsucht nach seinem aufgegebenen Leben in Gesellschaft der Détangs überkommt. Thérèse spürt, was sich an Veränderung anbahnt, meint aber, dass ihre Liebe alles überbrücken werde, zumal Bernard sich ein Leben ohne seine Familie nicht mehr vorstellen kann. Als ihm aber Thérèse eröffnet, dass sie nach zehnjähriger Ehe ein zweites Kind erwartet, gibt er ihr zu verstehen, dass er sich nicht weiter von Familie fesseln lassen wolle. Dabei ist Renée bereits wieder seine Geliebte geworden. Sie erwartet von Bernard, dass er sie bei der Anlage ihres Geldes, von dem ihr Mann nichts weiß und auch nichts wissen soll, berät, zumal ihr ein Freund der Familie, ein holländischer Financier namens Mannheimer, wenig zuverlässig vorkommt. Bernard erhält den Schlüssel zu Renées Haus in Fontainebleau und spricht mit Thérèse über seine Bewunderung Raymonds: „Es gibt zwei- oder dreihundert von ihnen in Paris. Sie sind unsere Herren“, was Thérèse so kommentiert: „Es sind bösartige Menschen, die unser Verderben sein werden.“ (S. 179). Sie bekommt in kurzem Abstand zwei Töchter, und ihre Großmutter möchte ihr gern helfen, als sich die Eheleute trennen, Bernard in ein Pariser Hotel zieht und nur noch zu Besuch kommt oder sich mit seinem 15-jährigen Sohn verabredet. Madame Pain, ihre treue Großmutter, möchte ihr sagen: „Siehst du, das sind die Feuer des Herbstes; sie reinigen die Erde; sie bereiten sie für neue Saaten vor. Ihr seid noch jung. In eurem Leben haben diese großen Feuer noch nicht gebrannt. Sie werden sich entzünden. Sie werden viele Dinge verwüsten. Ihr werdet sehen, ihr werdet sehen…“ (S. 176)

### Dritter Teil: 1936 bis 1941
Im dritten Teil versucht Némirovsky in der weiteren Ausgestaltung der Figur Thérèse eine Antwort auf die Frage zu finden, wie in der zusehends weiter zerfallenden französischen Gesellschaft und nach der im Juni 1940 eintretenden völligen Kriegsniederlage ein „richtiges Leben aussehen“ könnte.

Bernard gibt seine Position in der Bank auf und wird Chef einer von dem holländischen Financier Mannheimer und Raymond Détang ins Leben gerufenen Privatagentur für alle möglichen Handelstransaktionen, vor allem für ein Geschäft mit amerikanischen Teilen für französische Flugzeuge der staatlichen Luftfahrt, deren Zuverlässigkeit wegen ihrer Metalllegierung von Ingenieuren bezweifelt wird. Die technischen Fragen werden aber von ideologischen und politischen überlagert, und Bernard vermittelt den Auftrag nach Amerika, wobei er sich als bloßen Makler versteht. Mannheimer betraut ihn ununterbrochen mit Geschäften in Millionenwert, der aber nur als Symbol oder als Zeichen auf Papier existiert (S. 194). Nachdem ihn Thérèse gebeten hat, keine Besuche mehr in ihrer Wohnung zu machen und es bei Treffen mit dem inzwischen 17-jährigen Yves zu belassen, redet er sich ein, dass Thérèse ihm weiter treu bleiben werde und er irgendwann, wenn er des freien Lebens überdrüssig wäre, zu ihr zurückkehren könne. Unter mühsamem Lächeln gesteht sie ihm zu, ihm eines Tages verzeihen zu können und dann seinen Rheumatismus zu pflegen.
Yves gerät in immer größer werdenden Konflikt mit seinem Vater und denkt, dass er Martial, nach welchem er sich bei seiner Mutter erkundigt hat, lieber gemocht hätte als ihn. Zum Bruch lässt er es kommen, als er im späten Winter 1938/39 mit Bernard nach Megève zum Wintersport fährt und den Bernard dort ebenfalls umgebenden Klüngel, der ihm blind und gleichzeitig verräterisch auf Frankreichs Unglück bedacht vorkommt, kennen lernt. Er verschwindet in die Schneelandschaft, findet eine Herberge, schreibt seinem Vater einen Brief, in dem er ihn um Verzeihung dafür bittet, dass er sich von den Leuten in seiner Gesellschaft, mit denen er gemeinsame Sache mache, angewidert fühle und deshalb allein wieder nach Paris zurückkehre. Aber bevor das Unheil Frankreich ereilt, bricht um Bernard im gleichen Sommer im August alles zusammen: Mannheimer hat sich verspekuliert, alles einschließlich des Geldes von Bernard verloren und ist gestorben. Raymond ist ruiniert und erwägt, sich eine Kugel in den Kopf zu jagen. Schnell muss Bernard erkennen, dass es niemanden mehr gibt, der ihm Vertrauen schenkt, und sich alle, die er um Hilfe angehen möchte, von ihm abwenden. Einem ehemaligen Freunde Mannheimers zur Seite zu stehen kommt für niemanden mehr in Frage. Die Beziehungen, auf die Raymond alles gesetzt hatte, lösen sich in nichts auf, und weder er noch Raymond können auf eine einflussreiche Gruppe oder vermögende Familie zurückgreifen. Der Börsenkrach führt für beide zum unmittelbaren Zusammenbruch. Als er die Détangs zu Hause aufsuchen will, muss er feststellen, dass sie für ihn nicht mehr zu sprechen und möglicherweise verschwunden sind.
 Wie schlafwandelnd gelangt er zur Wohnung seiner Frau und hat den Eindruck zu Hause angekommen zu sein. Aber nicht für lange, denn mit der Kriegserklärung Englands und Frankreichs an Deutschland am 3. September 1939 brechen Bernard und Yves gemeinsam auf.
Bernard geht als Offizier nach Lothringen, Yves ist Pilot bei der Luftwaffe. Für die Frauen wiederholen sich die Situationen des Verabschiedens während des Ersten Weltkrieges und überlagern als böse Erinnerungen die Gegenwart. Bernard hingegen empfindet seinen Weggang als heilsam, weil damit alle auf ihn wegen des Ruins wartenden Verfolgungen aufgehalten sind. Gerade angesichts seiner Frau und der Kinder verfolgen ihn Gewissensbisse, und er fragt sich, ob er sie überhaupt noch verdiene, wo er doch sein Leben am ehesten als schädlich beschreiben muss (S. 219). Als Vater und Ehemann muss er sich für einen Versager halten, und als er von seiner Frau die Nachricht erhält, dass Yves zwei Monate nach der Mobilmachung bei einem Übungsflug abgestürzt und tot ist, weiß er, dass er zusätzlich wegen der von ihm vermittelten schlechten Flugzeugteile auch ein schlechter Bürger ist. Seine Rechtfertigung sieht er darin, dass er wie alle anderen um ihn herum zu leichtsinnig davon überzeugt gewesen sei, dass alles gut gehen werde (S. 226).
 Im Juni 1940 wird die französische Armee sehr schnell von den vorrückenden Deutschen geschlagen und zieht sich in der allgemeinen Flucht der Zivilbevölkerung aus dem Norden und Nordosten auf eine imaginäre Verteidigungslinie an der Loire zurück.
Bernard flüchtet mit den Resten seines Regiments aus Dünkirchen und weiß, dass die Schlacht um Frankreich schon vor 20 Jahren verloren wurde, und zwar durch seine mit den anderen geteilte Lebensweise (S. 232 f.). Mit seinen Truppenresten kommt er am Wald von Fontainebleau vorbei und führt sie zum verlassenen Haus von Renée, weil er dort noch Ess- und Trinkbares vermutet. Er muss davon ausgehen, dass die Détangs, nachdem sie ihre Vermögenswerte rechtzeitig im Ausland angelegt hatten, mit allen aus dem Hause verschwundenen Wertsachen und bei der angerichteten Unordnung sich auch ins Ausland abgesetzt haben. Als deutsche Soldaten auftauchen, wird er gefangen genommen und nach Deutschland gebracht, wo er weiter Muße hat, über sein Leben nachzudenken. Schließlich meint, er den Schlüssel zu seiner Existenz gefunden zu haben, weil er genügend Andere kennt, die anders gelebt haben als er. Es ist die Treue, wobei er sich nicht sicher ist, ob er sie als Fessel empfände und wieder „nach Freiheit lechzen“ würde (S. 250 f.). Thérèse aber hält unverbrüchlich an ihm fest, hält Kontakt zu ihm und harrt seiner. Mit allen möglichen Näharbeiten und dem Herstellen von Modistinnenartikeln aus Resten verdient sie so viel, dass sie ihre Töchter und Bernards Mutter durch den zweiten Kriegswinter bringen kann. Bei Madame Humbert, die wieder ein Geschäft eröffnet hat, kann sie jedoch nichts loswerden; sie erfährt aber, dass sie von Renée und Raymond auf deren Flucht nach Rio de Janeiro nach einem Autounfall im Flüchtlingsgedränge bewusstlos im Stich gelassen wurde. Sie empfiehlt Thérèse, mehr auf sich zu achten und sich der Kinder halber nicht zu vernachlässigen, und bietet sich als Kupplerin an, weil sie einen Mann kenne, „in einem gewissen Alter, der eine distinguierte Freundin sucht“ (S. 260).
 Als ihre Kinder schwächer werden und erkranken, versetzt sie ihren Pelzmantel, der ihr so viel einbringt, dass sie mit Bernards Mutter und ihren Töchtern für den Sommer und Herbst ein Haus auf dem Land mieten kann. Dort geht es ihnen vergleichsweise gut. Als auf den Feldern die „reinigenden Scheiterhaufen des Herbstes“ brennen (S. 268) und sie sich müde und schwach fühlt, kehrt Bernard zurück. Sie meint wahrzunehmen, dass er „verändert zurückkam, gereift, besser, und dass er endlich ihr gehörte, ihr allein“.

## Themen
Im Unterschied zu Die Hunde und die Wölfe hat Némirovsky in ihrem auf Frankreich beschränkten Zeitgemälde auf literarische Motive als Strukturmomente verzichtet und entwickelt den mit der gesellschaftlichen Wirklichkeit vielfältig verbundenen familiären Mikrokosmos nur aus den handelnden Personen. Die Namen ihrer Hauptfiguren hat sie allerdings mit literarischen Werken der französischen Zeitgenossenschaft verknüpft. Das ist am auffälligsten bei Thérèse und Bernard der Fall. François Mauriac hat gleichnamige Hauptpersonen in seinem 1927 veröffentlichten Roman Thérèse Desqueyroux, in dem Thérèse in unglücklicher Ehe mit Bernard in der in konservativem Katholizismus erstarrten Provinz verheiratet ist und sich erst nach einem Mordversuch an ihrem Mann, ihrer Lösung aus der Ehe und ihrem freiwilligen Exil in Paris freier entfalten kann. Raymond und Renée ähneln dem unmoralischen Freundespaar von Ich-Erzähler und René (männliche Form) in Raymond Radiguets autobiographisch getöntem Roman Der Teufel im Leib (erschienen 1923, im Todesjahr des Autors), der eine skandalöse Liebesgeschichte während des Ersten Weltkrieges zum Inhalt hat und bei seinem Erscheinen als Dolchstoß und Verrat an der ‚vaterländischen Moral‘ verurteilt wurde.
Die von Némirovsky zentral verhandelten Themen und die in ihnen aufgeworfenen Fragen sind folgende:
- Auf welcher Vertrauensbasis lassen sich in Zeiten allgemeiner moralischer Krise zuverlässige menschliche Beziehungen einrichten? Kann Treue als nur für Kleinbürger zählender Wert abgetan werden? Ist Maß halten, sich ein engeres Leben mit „einfachen, harten Gesetzen“ aufzuerlegen eine unzeitgemäße Zumutung (vgl. Bernards Reflexionen auf S. 250 f.)? Wie kann Familie als fundamentaler Reproduktionsbereich von den Verheerungen der voll entwickelten freien Marktwirtschaft und den hoch spekulativen und risikoreichen Geldströmen bewahrt werden? Wie sind Geschlechterrollen als gesellschaftlich vermittelte überhaupt noch zu definieren und einzurichten?
- Bernards Reflexionen beziehen sich auf den von ihm und anderen mit ihren Transaktionen angerichteten Schaden, wozu er Folgendes ausführt: „Er hatte sich gar nichts gedacht, immer nur das Geld gesehen. Es war nicht seine Angelegenheit. Es gab in Frankreich Ingenieure, Techniker, Verantwortliche. Und alle hatten vermutlich so gedacht wie er, hatten sich gedacht, dass andere, weiter oben, schon damit zurechtkämen. Und so weiter, von unten nach oben … Alle. Dann hatten die Schuldigen es mit der Angst zu tun bekommen und waren geflohen. Zurück blieb ein verwüstetes Land, ein entblößtes, erdrücktes, wehrloses Volk.“ (S. 240 f.). Das ist ein Vorgriff auf das, was Ulrich Beck für die unmittelbare Gegenwart als „organisierte Unverantwortlichkeit“ diagnostiziert und analysiert hat: „Wer aufmerkt, kann die Frage dieses Zeitalters vernehmen: Wie sollen wir leben? Bei der Suche nach Antwort verirrt er sich aber in technische Formeln und ökologische Kreisläufe. Naturzerstörungen und ökologisch-technologische Großgefahren – das ist das Argument dieses Buches – können und müssen jedoch begriffen und entschlüsselt werden als mystifizierte, ins Außen, Vergegenständlichte verdrehte Formen der gesellschaftlichen Selbstbegegnung und Selbstbestimmung. Die Gesellschaft selbst begegnet sich in den Gefahren, die sie erschüttern, und nur in dem Maße, in dem die Gefahren als Wegweiser zu ihrer eigenen Geschichte und deren Veränderbarkeit begriffen werden, kann – vielleicht – die Lähmung durchbrochen werden, die regiert.“[3]

## Rezeption
Für Christoph Haas ist (in der Süddeutschen Zeitung vom 14. Oktober 2008) Feuer im Herbst eines von den Büchern, „die dem Leser sofort die Gewissheit vermitteln, dass er sich in guten Händen befindet. Schon auf den ersten Seiten passt und stimmt in geradezu traumhafter Weise alles; die Sprach- und Erzählkunst ist makellos. (…) daran, dass in einem Roman moralische Fragen erörtert werden, sind wir nicht mehr gewöhnt. Melodramatisch übersteigert ist in ‚Feuer im Herbst‘ aber nichts; es herrscht ein angenehm sachlicher Ton. Vom weiten epischen Ausholen ihrer Vorbilder unterscheidet sich die Autorin außerdem durch die hohe Verdichtung, mit der sie arbeitet. Für eine Handlung, die sich über fast 30 Jahre erstreckt, benötigt sie, da sie auf lange Beschreibungen verzichtet und sich auf das Herausgreifen exemplarischer Szenen beschränkt, nicht einmal 300 Seiten. Und trotz des Triumphes der Liebe bleibt am Ende die Frage offen: Wie kann ein richtiges Leben aussehen? (…) Dem superlativischen Lob, das die Kritik für dieses Werk (d. i. Suite française) und für alle weiteren, die seitdem bei uns erschienen sind, gefunden hat, ist nichts hinzuzufügen. Es ist nur vorbehaltlos zu bestätigen.“
In der Frankfurter Rundschau vom 14. Oktober 2008 zeigt sich Thomas Laux ähnlich überzeugt vom hohen Wert des Romans: „Némirovsky legt klar ein Augenmerk auf die seelischen Verwitterungen, es geht hier – eigentlich wie immerzu in ihrem Werk – um Geld, Gier und hemmungslosen Egoismus, starke Motive jedenfalls, die sie noch konsequenter als sonst durchbuchstabiert. Eindringlicher als in den Romanen zuvor nämlich beschreibt sie die Sollbruchstellen einer Gesellschaft, die nach jahrelang abverlangten Opfern ihre moralischen Hemmschwellen ad acta gelegt hat.“
Weniger überzeugt ist Mareike Ilsemann in einer ausführlichen Rezension in WDR 3 am 8. Oktober 2008: „Feuer im Herbst endet in Rührseligkeit und Kitsch. Interessant ist der Roman dennoch. Zeigt sich doch der doppelte, schielende Blick der in ihrer Wahlheimat verfolgten Exilantin. Zum einen verurteilt sie ihre Landsleute – zum anderen hält sie in ihrer Fiktion am Glauben an sie fest. Wohl ein Wunschbild. Die Realität war grausamer.“

## Ausgaben
- Irène Némirovsky: Les feux de l’automne. Roman. Michel, Paris 2005, ISBN 2-226-15849-9.
- Irene Nemirovsky: Feuer im Herbst („Les feux de l’automne“, 1948). Knaus, München 2008, ISBN 978-3-8135-0317-3 (aus dem Französischen übersetzt von Eva Moldenhauer).